# Tlaxcoapan
Esta página se refiere a una localidad. Para el municipio homónimo véase Municipio de Tlaxcoapan
Tlaxcoapan es una localidad mexicana, cabecera del municipio de Tlaxcoapan, en el estado de Hidalgo.

## Geografía
Se encuentra en el Valle del Mezquital, le corresponden las coordenadas geográficas 20°5′29.812″ de latitud norte y 99°13′17.736″ de longitud oeste, con una altitud de 2062 m s. n. m. Cuenta con un clima semiseco semicálido; registra una temperatura media anual de alrededor de los 17 °C, su precipitación pluvial total asciende en promedio a 850 milímetros por año, y el período de lluvias es más marcado de mayo a junio.
En cuanto a fisiografía se encuentra entre los límites de la provincia del Eje Neovolcánico, y en la Sierras y Llanuras de Querétaro e Hidalgo; su terreno es de llanura. En lo que respecta a la hidrografía se encuentra posicionado en la región del Pánuco, dentro de la cuenca del río Moctezuma, en la subcuebca del río Salado.

## Demografía
De acuerdo con el Censo de Población y Vivienda 2020 del INEGI; la ciudad tiene una población de 14 689 habitantes, lo que representa el 51.31 % de la población municipal. De los cuales 7107 son hombres y 7582 son mujeres; con una relación de 93.74 hombres por 100 mujeres.
Las personas que hablan alguna lengua indígena, es de 47 personas, alrededor del 0.32 % de la población de la ciudad. En la ciudad hay 191 personas que se consideran afromexicanos o afrodescendientes, alrededor del 1.30 % de la población de la ciudad.
De acuerdo con datos del censo INEGI 2020, unas 13 087 declaran practicar la religión católica; unas 786 personas declararon profesar una religión protestante o cristiano evangélico; 25 personas declararon otra religión; y unas 772 personas que declararon no estar adscritas en una religión pero ser creyentes.
| Gráfica de evolución demográfica de Tlaxcoapan entre 1900 y 2020 |
|                                                                  |
| Población registrada por los censos y conteos del INEGI.         |

## Cultura

### Música
Orquesta Sinfónica Infantil y Juvenil de Tlaxcoapan

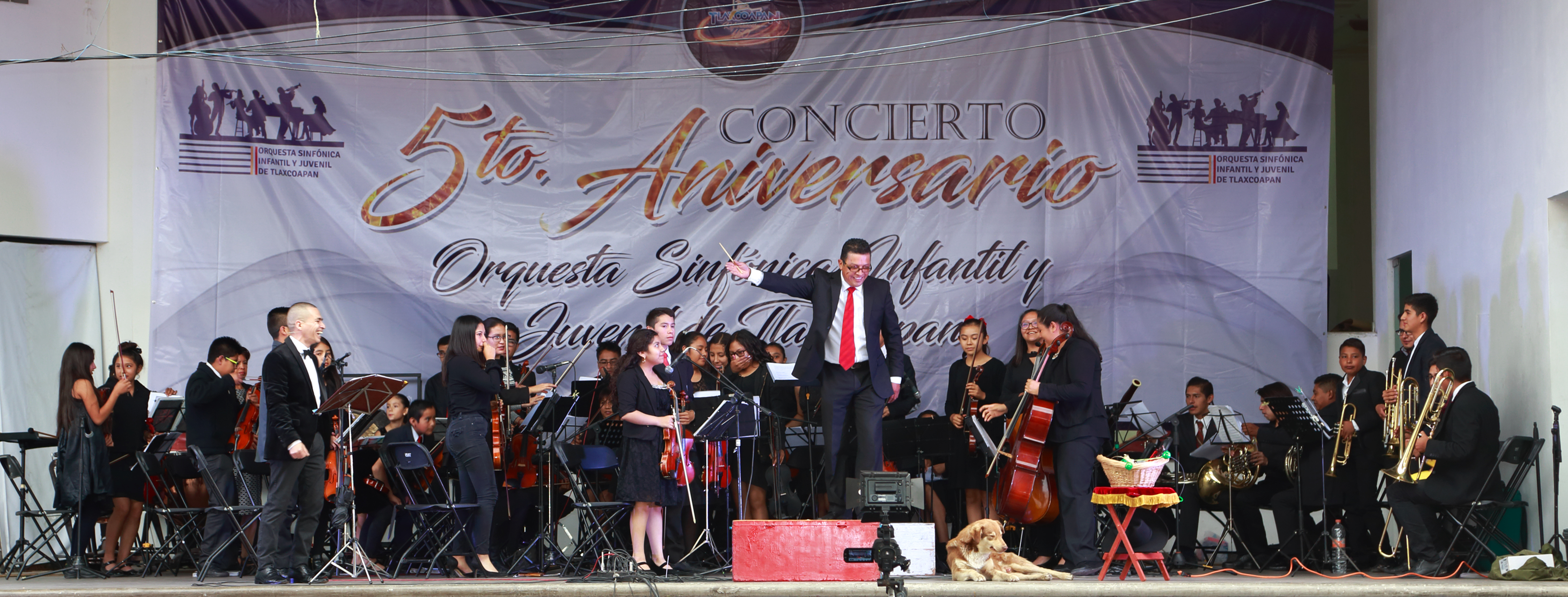
Orquesta Sinfónica Infantil y Juvenil de Tlaxcoapan.

El 16 de enero de 2014 inician las actividades de la Orquesta Sinfónica Municipal de Tlaxcoapan (OSMT), proyecto cultural que en un inicio fue financiado por la Secretaría de Cultura a través de la Fundación Hidalguense A. C. y ejecutado por la administración del Ayuntamiento de Tlaxcoapan (2012-2016), dicho proyecto beneficio a 158 niños y niñas de la región sur-poniente del Valle del Mezquital lo que la hizo una de las Orquestas Sinfónicas más grandes del país. 
En el año 2015 recibió el premio AREPROC al mejor proyecto cultural de la región. 
Con tan solo un año de actividades realizaron una gira presentándose en escenarios como Tulum, Valladolid, Cozumel, Playa del Carmen y Xcaret. Es coordinada por un comité de padres de familia, el cual se está constituyendo como asociación civil dando lugar a lo que hoy es la Orquesta Sinfónica Infantil y Juvenil de Tlaxcoapan (OSIJTLAX) y se sostiene vía cuotas mensuales que aportan los padres de familia.

### Fiestas
Fiesta de Espigas

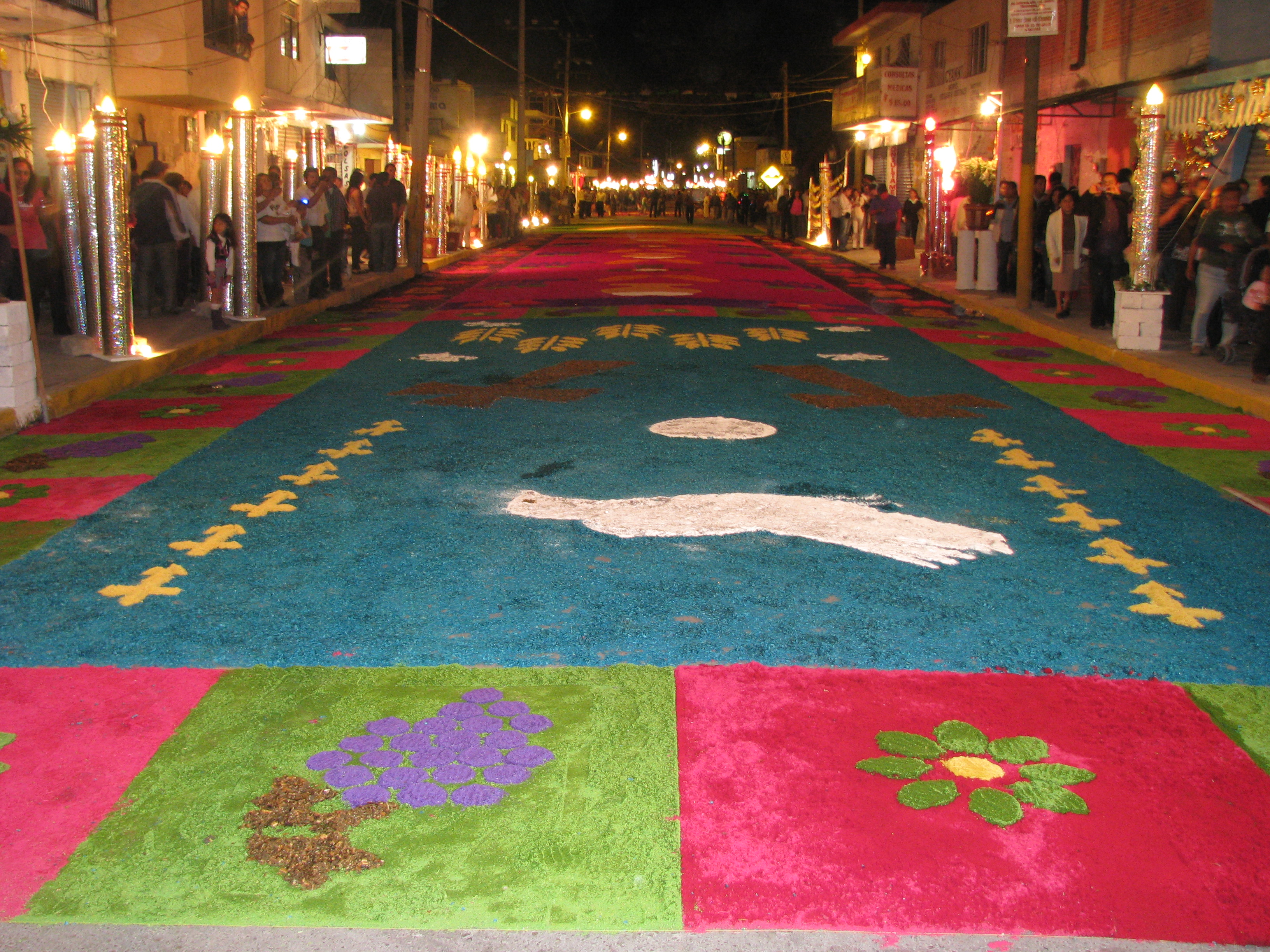
Fiesta de Espigas.

En Tlaxcoapan cada año se lleva a cabo la Fiesta de Espigas, el último sábado del mes de abril. Esta fiesta se realiza en agradecimiento a las cosechas de todo el año; se realiza una Procesión en la que se saca al Santísimo Sacramento por las calles, en las que son colocadas alfombras de aserrín pintado, además de que se adornan las casas de las mismas calles por las que pasa la Procesión, con ornamentos alusivos a la festividad litúrgica. 
Fiestas patronales
La Fiesta del Santo Patrono San Pedro Apóstol, que se celebra el 29 de junio. Se realizan eventos artísticos, taurinos, peleas de gallos, y eventos culturales y deportivos.
Carnaval y Semana Santa

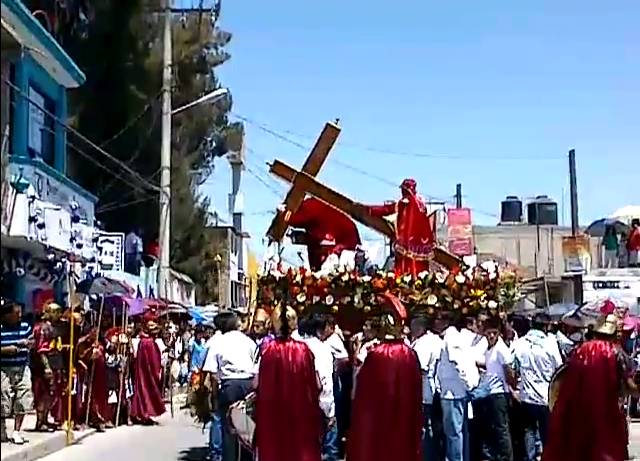
Viacrucis.

El carnaval se realiza antes del Miércoles de Ceniza, ya sea sábado o domingo, en él, participan los habitantes de Tlaxcoapan con carros alegóricos, comparsas y en forma individual, en este festejo predominan la venta de cascarones rellenos de harina y confeti.
En Tlaxcoapan, cada año se conmemora la Semana Santa, iniciando el Domingo de Ramos, con una procesión por varias calles del municipio, hasta llegar a la parroquia de San Pedro Apóstol, lugar en que se celebra una misa. El Jueves Santo se oficia una misa en la que se recuerdan entre otras cosas, la institución de la Eucaristía; acto seguido, se representa el lavatorio de pies a los apóstoles, posteriormente, se escenifica la Oración del Huerto y la aprehensión de Jesús. El Viernes Santo se escenifica en la parroquia el proceso de juicio y condena a muerte de Jesús, después, da inicio la procesión del Viacrucis, cuyo recorrido es por las principales calles y avenidas del municipio hasta llegar a la Unidad Deportiva Municipal, donde se conmemora la crucifixión y muerte de Jesús. Por la noche, se hace una Conmemoración Litúrgica en la iglesia y se realiza la Procesión del Silencio. 
Fiestas Patrias

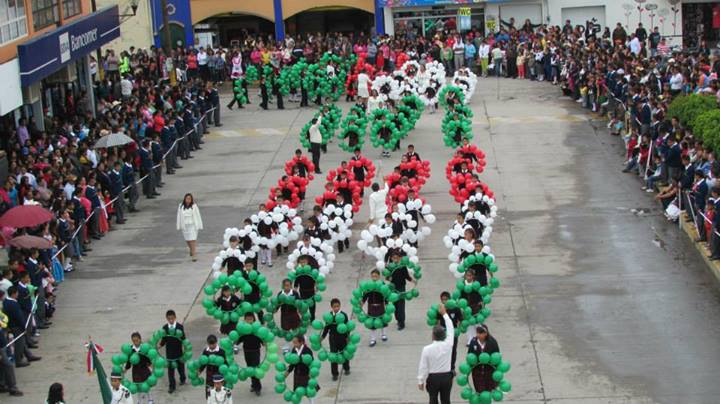
Desfile Cívico de 2013 con motivo del Aniversario de la Independencia de México.

Las Fiestas Patrias se festejan el 15 de septiembre con el tradicional Grito de Independencia, realizado por el presidente municipal en turno desde el balcón de la Alcaldía Municipal, recitando la arenga tradicional y tocando la campana que se encuentra en el mismo edificio. Se proceden con otros actos cívicos además de un baile popular y quema de fuegos pirotécnicos. Al día siguiente, 16 de septiembre, se realiza el desfile cívico, en el cual participan los niños y jóvenes pertenecientes a las escuelas de la localidad

## Hermanamientos
La ciudad está hermanada con Guilin, China desde 2010.